# Serralada Àrtica

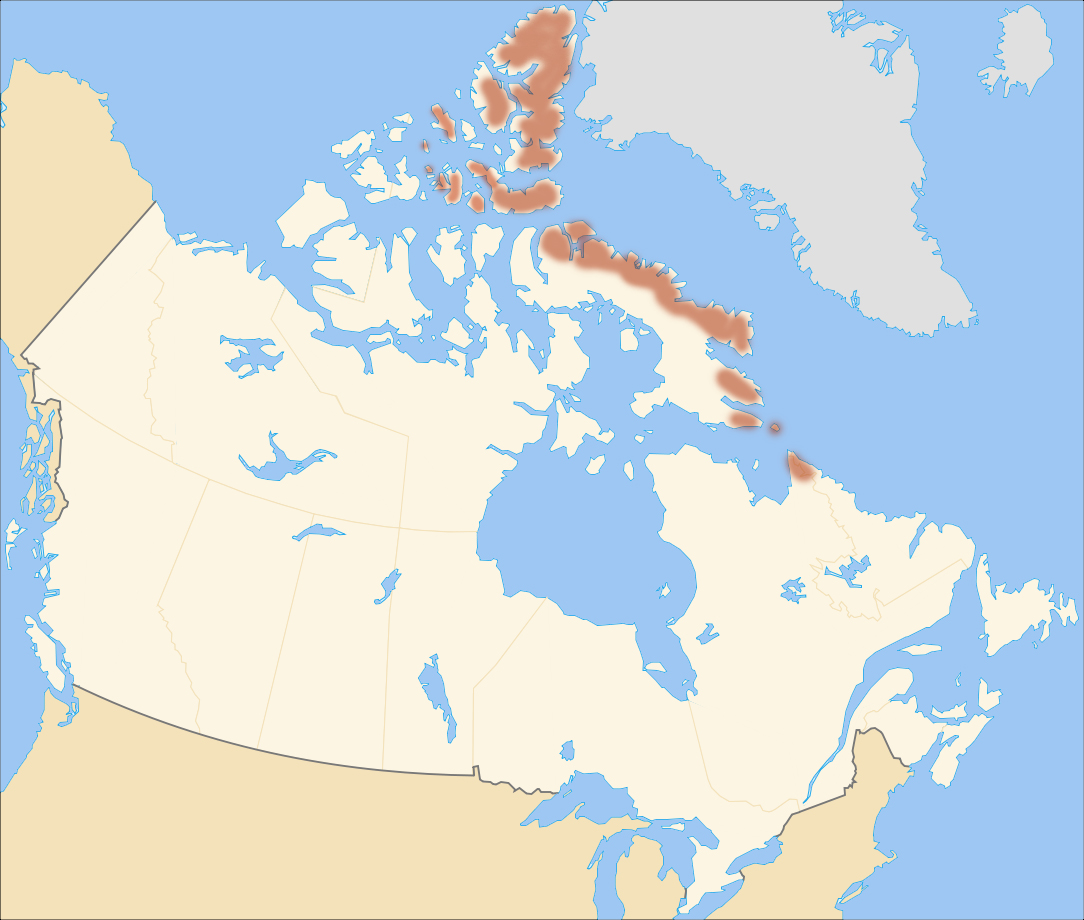
Mapa de la serralada Àrtica al Canadà

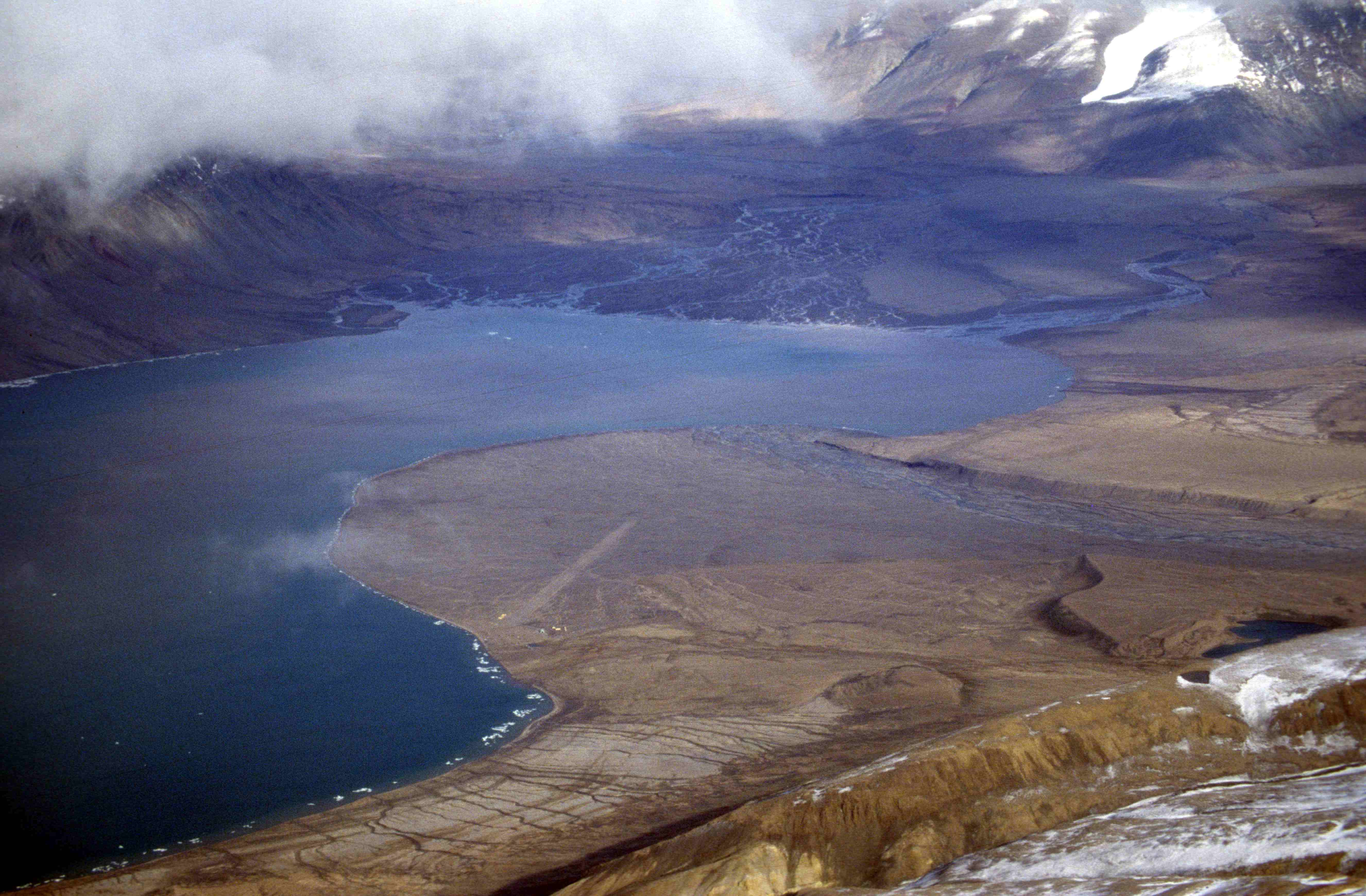
Fiord Tanquary

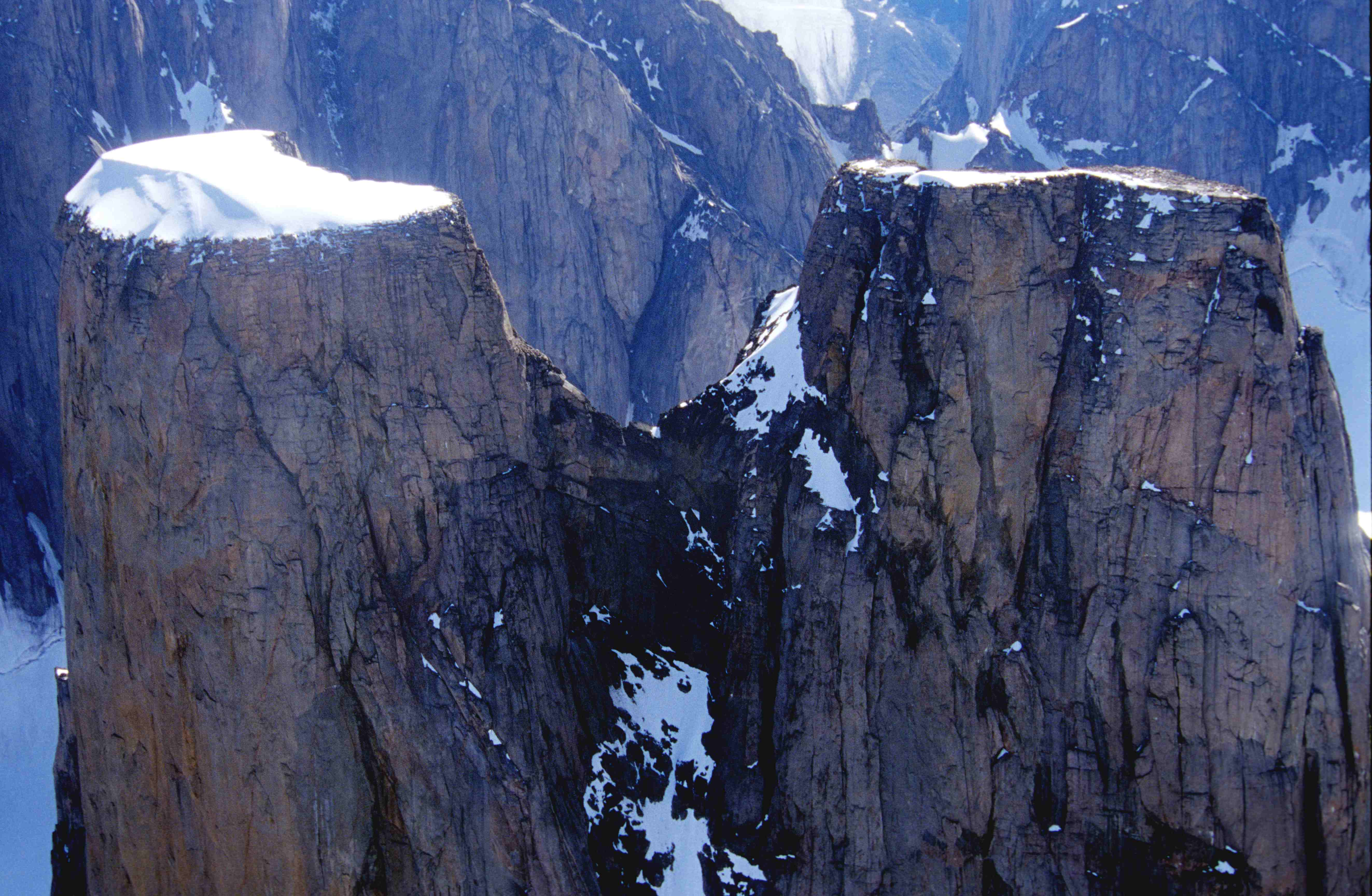
Mont Asgard el juliol de 2001

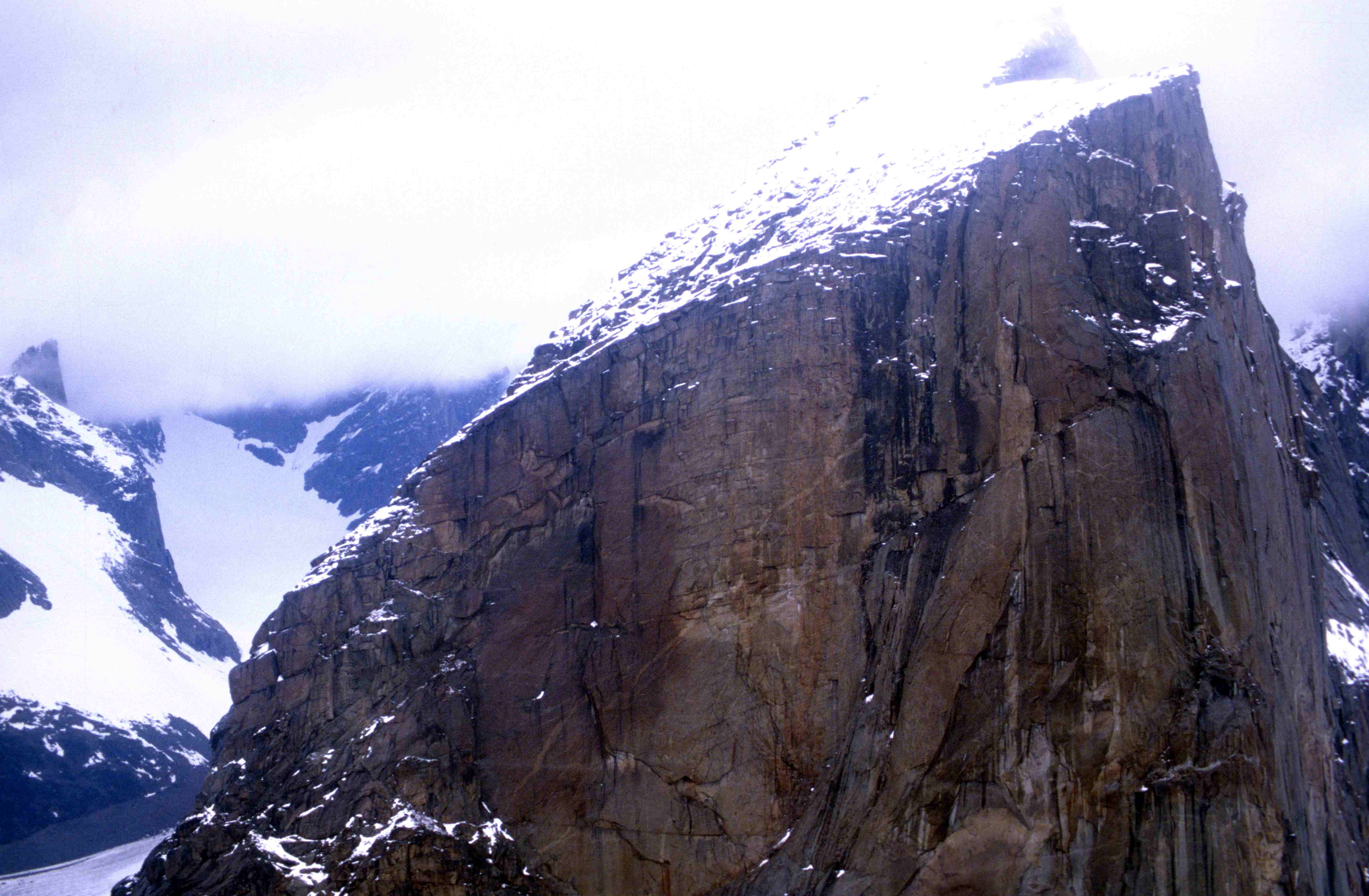
Mont Thor el 1997

La serralada Àrtica  (en anglès:Arctic Cordillera) és una serralada de muntanyes molt retallades que s'estenen al llarg del flanc nord-est de l'arxipèlag Àrtic des de l'illa Ellesmere a la part més al nord de la península de Labrador i nord de Quebec al Canadà. Abasta la major part de la costa est de Nunavut amb pics amb glaceres i amb casquets glacials com el de Penny Ice Cap a l'illa de Baffin. El seu límit a l'est és la badia de Baffin, l'estret de Davis i el Mar de Labrador mentre al nord limita amb l'oceà Àrtic. Les Muntanyes Baffin en formen una part. Ocupa una superfície d'uns 196.235 km² i només 2.600 persones viuen en aquesta regió, la majoria sobreviuen per la caça, la pesca i les trampes posades a animals.

## Geografia
Gran part de l'illa d'Ellesmere està coberta per la serralada Àrtica que la fa l'illa més muntanyosa de l'arxipèlag Àrtic canadenc. També gran part de l'illa Bylot està coberta per la serralada.
Més d'una cinquena part de l'illa Ellesmeere està protegida oficialment en formar part del Parc Nacional de Quttinirpaaq (abans anomenat Parc Nacional de l'illa d'Ellesmere) que inclou el llac Hazen que és el llac més gros del món al nord del cercle polar àrtic. Barbeau Peak és la muntanya més alta de Nunavut i fa 2.616 m d'alt. La serralada situada més al nord del món és la de les Muntanyes Challenger situades al nord-oest de l'illa Ellesmere.
Al nord de l'illa de Baffin hi ha el Parc Nacional Sirmilik que consta de tres zones: l'illa Bylot, l'Oliver Sound i la Península Borden. A la península Cumberland de l'illa de Baffin hi ha el Parc Nacional Auyuittuq on hi ha el mont Asgard i el mont Thor.
La Reserva Nacional de les Muntanyes Torngat situades a la península de Labrador cobreix gran part de la banda sud de la serralada àrtica.

### Glaceres

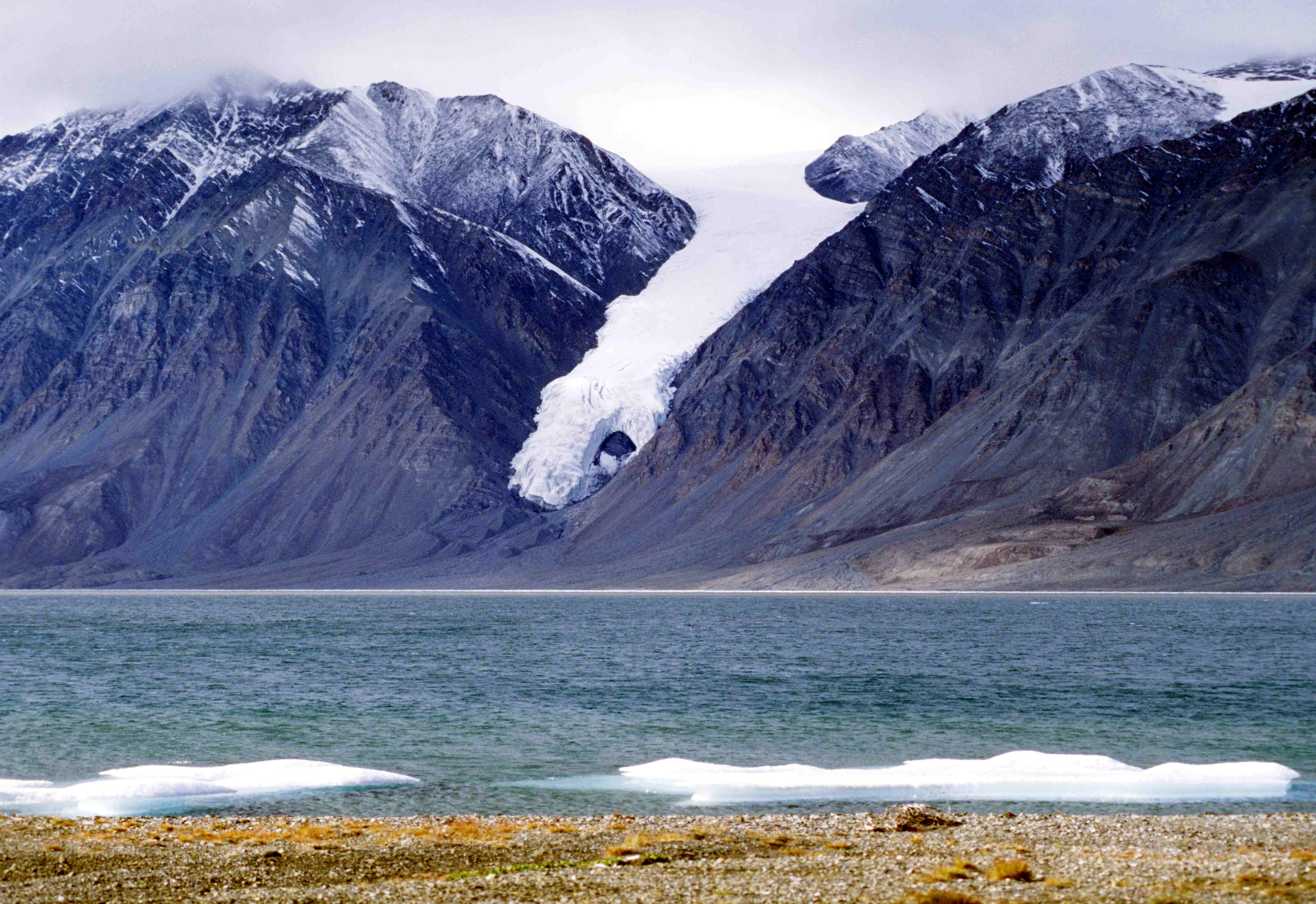
Glacera Gull al Fiord Tanquary

La secció nord de la serralada Àrtica, que és la més seca, està coberta per casquets glacials mentre que les glaceres són més comunes al sud que és més humit. La placa de gel d'Ellesmere s'ha reduït en un 90%, al segle xx, per efecte de l'escalfament global.

## Geologia

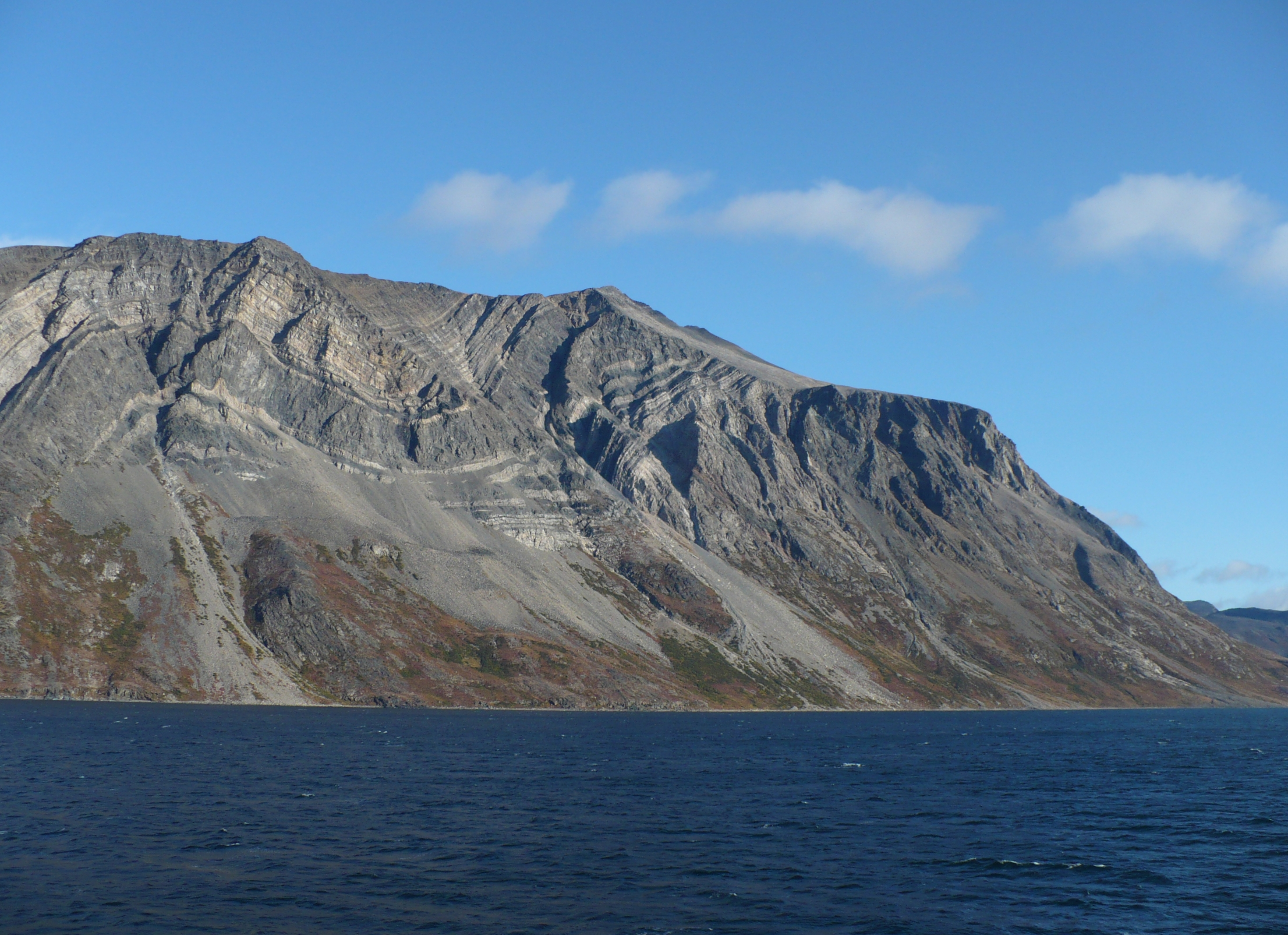
Muntanyes Torngat

La part nord de la serralada Àrtica es va aixecar durant el període d'orogènia Innutiana al Mesozoic. Conté roques ígnees i metamòrfiques, però la major part està ocupada per roques sedimentàries. Les muntanyes del sud de l'illa d'Ellesmere estan fetes de granits i roques volcàniques.
La serralada forma la part est de l'escut canadenc que cobreix gran part del Canadà.

## Ciims més alts
| Cim                | metres | peus  | notes                                                |
| ------------------ | ------ | ----- | ---------------------------------------------------- |
| Pic Barbeau        | 2.616  | 8.583 | Punt més alt de l'illa Ellesmere                     |
| Mont Whisler       | 2.500  | 8.202 | Segon punt més alt d'Ellesmere                       |
| Mont Commonwealth  | 2.225  | 7.300 |                                                      |
| Mont Oxford        | 2.210  | 7.251 |                                                      |
| Pic Outlook        | 2.210  | 7.251 | Punt més alt de l'illa Axel Heiberg                  |
| Mont Odin          | 2.147  | 7.044 | Punt més alt de l'illa Baffin                        |
| Mont Asgard        | 2.015  | 6.611 |                                                      |
| Muntanya Qiajivik  | 1.963  | 6.440 | Punt més alt del nord de Baffin                      |
| Muntanya Angilaaq  | 1.951  | 6.401 | Punt més alt de l'illa Bylot                         |
| Pic Kisimngiuqtuq  | 1.905  | 6.250 |                                                      |
| Muntanya Arrowhead | 1.860  | 6.102 |                                                      |
| Mont Eugene        | 1.850  | 6.070 |                                                      |
| Pic Ukpik          | 1.809  | 5.935 |                                                      |
| Mont Nukap         | 1.780  | 5.840 |                                                      |
| Bastille Peak      | 1.733  | 5.656 |                                                      |
| Mont Thule         | 1.711  | 5.614 |                                                      |
| Muntanya Angna     | 1.710  | 5.610 |                                                      |
| Mont Thor          | 1.675  | 5.500 | La caiguda vertical més gran de la Terra             |
| Mont Caubvick      | 1.642  | 5.387 | Punt més alt al Canadà continental a l'est d'Alberta |

## Flora i fauna

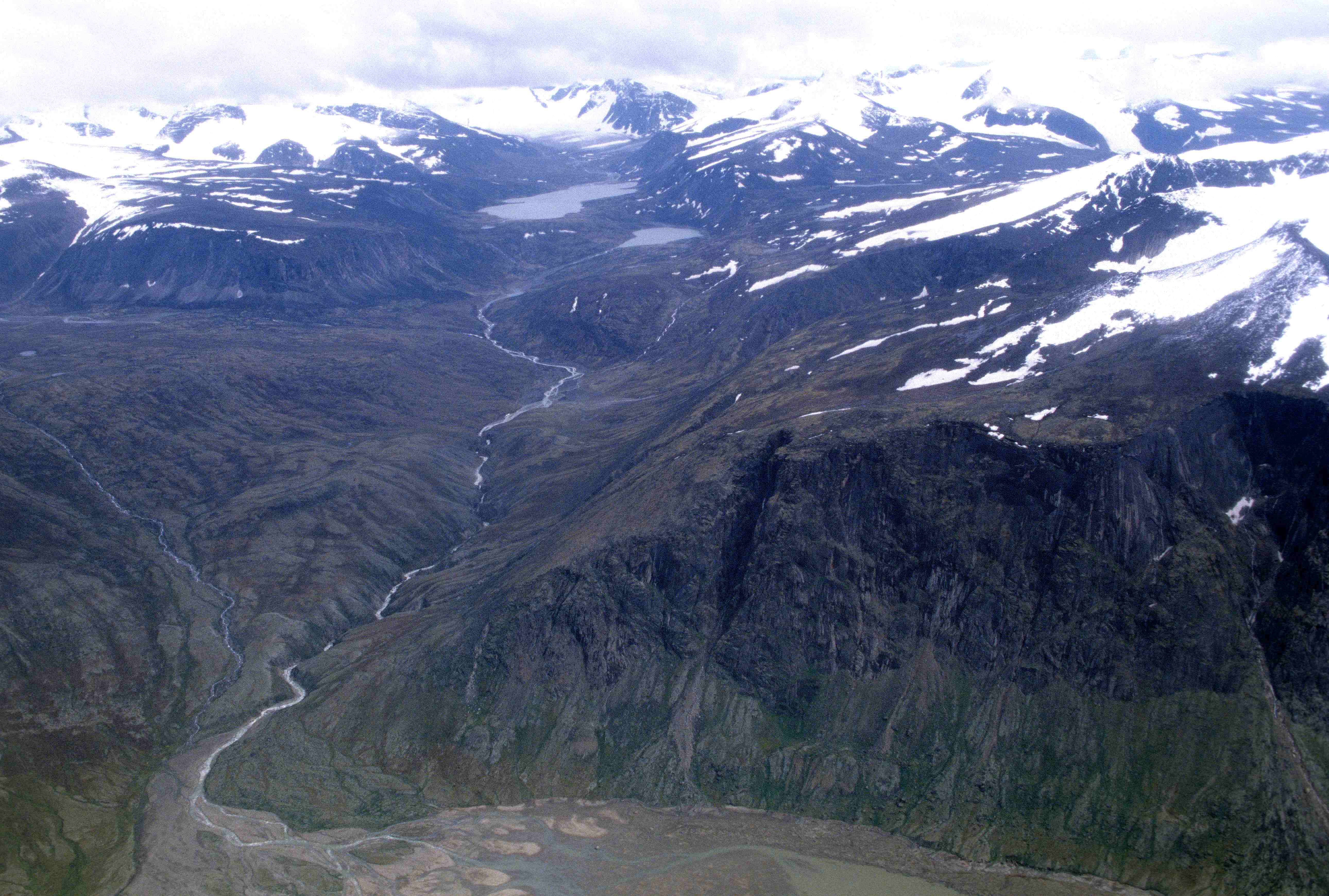
Vall Qijuttaaqanngittuq al sud de les muntanyes Baffin

El fred i el fet d'haver-hi poca superfície ocupada per sòl impedeix el creixement de la majoria de les espècies, les tres quartes parts de la superfície són erms (bare land). Entre les espècies de plantes s'hi troba la Picea mariana, Salix arctica, espècies del gènere Eriophorum, líquens crostosos, molses, Drias, etc 
Els rèptils i amfibis hi troben condicions ambientals massa dures per a viure-hi i també els insectes hi són escassos. Entre les grans herbívors només hi ha el bou mesquer i els caribús mentre que els grans carnívors només estan representats per l'os polar i el llop àrtic. Entre els petits herbívors es troben la llebre àrtica i els lèmmings de collar. D'ocells n'hi ha més varietats com la perdiu blanca i els ocells cantaires com Carduelis hornemanni.